# آب‌بند مکانیکی

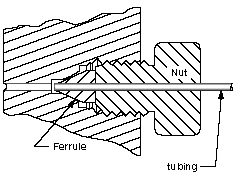
نمونه‌ای از آب‌بند تحت فشار

آب‌بند مکانیکی (به انگلیسی: Mechanical Seal) وسیله‌ای است که با اتصال قطعات و تجهیزات مختلف به یکدیگر در یک سیستم یا مکانیزم کمک و از نشت سیال جاری بر اثر وجود اختلاف فشار در مرز قطعات جلوگیری می‌کند (برای مثال در سیستم‌های لوله‌کشی). کارایی یک جز آب‌بند به طور عمده به مقدار چسبندگی میان قطعات و واشرها و درزبندهای به کار رفته بستگی دارد.